# Michrów (Świętochów)
Michrów (leśniczówka) – nieoficjalna nazwa leśniczówki należącej do wsi Świętochów w Polsce położona w województwie mazowieckim, w powiecie piaseczyńskim, w gminie Tarczyn.
W latach 1975–1998 miejscowość administracyjnie należała do województwa warszawskiego.